# Watertoren (Hengelo Stork, 1917)
De watertoren van Stork aan de Lansinkesweg in de Nederlandse stad Hengelo is gebouwd in 1917. Het 125 m³ grote bassin bevatte tot aan de verkoop aan de gemeente tbv de vestiging van de brandweer drinkwater voor de gebouwen op de gehele Stork locatie. Tot de begin jaren 1990 pompte Stork zelf dit reinwater op uit diverse bronnen op het fabrieksterrein. De toren is in 1998 aangewezen als rijksmonument, hetgeen in 1999 is toegewezen. In 2000 is van de watertoren en het aangrenzende fabrieksgebouw, de modelmakerij en modellenopslag van Stork, een brandweerkazerne gemaakt.